# جولیوس جنینگز هافمن
جولیوس جنینگز هافمن (۷ ژوئیه ۱۸۹۵–۱ ژوئیه ۱۹۸۳) وکیل و حقوقدان آمریکایی بود که به عنوان قاضی منطقه ای ایالات متحده در دادگاه منطقه ای ایالات متحده برای منطقه شمالی ایلینوی خدمت می‌کرد. وی ریاست دادگاه شیکاگو هفت را بر عهده داشت.